# 3D-принтер

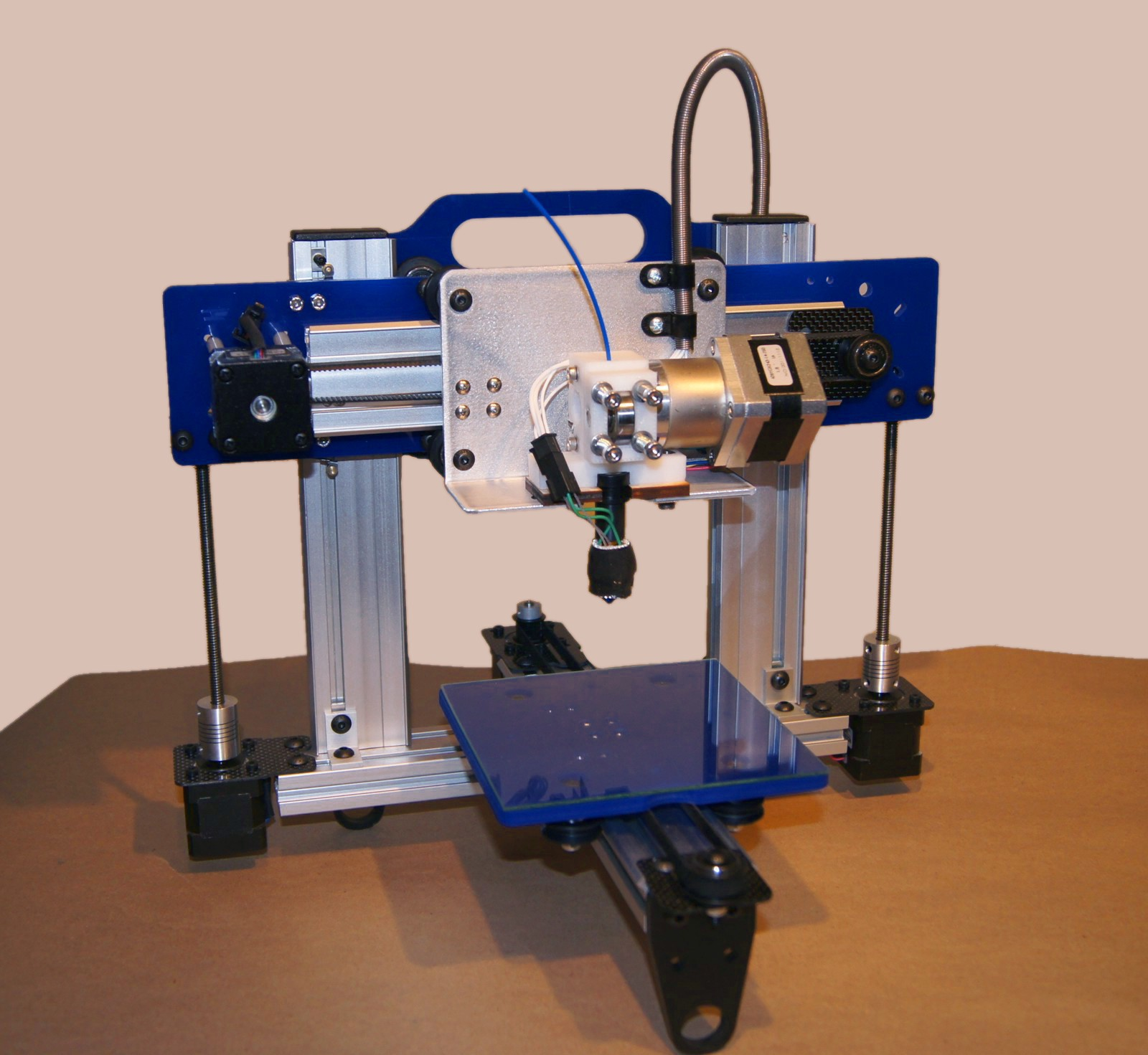
3D-принтер

3D-принтер — станок с числовым программным управлением, реализующий только аддитивные операции, то есть добавляющий порции материала к заготовке. Обычно использует метод послойного нанесения материала, однако существуют и методы непрерывного формирования детали в объёме жидкого фотополимера, при которых деталь не делится на слои, а формируется целиком.
3D-печать относится к классу аддитивных технологий и обычно применяется для задач быстрого прототипирования, но в редких случаях может применяться для мелкосерийного производства конечной продукции.

## Технологии
3D-печать может осуществляться разными способами и с использованием различных материалов, но в основе любого из них лежит принцип послойного создания («выращивания») твёрдого объекта.
Виды технологии, применяемые для создания слоёв
| Тип                                           | Технология | Печать несколькими материалами одновременно | Цветная печать | Описание |
| --------------------------------------------- | --- | ------------------------------------------- | -------------- | --- |
| Экструзия                                     | Моделирование методом наплавления (англ. fused deposition modeling, FDM) | возможно                                    | возможна       | Застывание материала при охлаждении — печатная головка выдавливает на платформу(обычно с функцией подогрева) расплавленный термопластик. Материал быстро застывает и слипается с предыдущими слоями, формируя будущий объект. |
| Экструзия                                     | Робокастинг (Robocasting или direct ink writing, DIW) | возможно                                    | возможна       | «Чернила» (обычно керамический шлам) выходят из сопла в жидком состоянии, но сразу же принимают нужную форму благодаря псевдопластичности.                                                                                    |
| Фотополимеризация                             | Лазерная стереолитография (laser stereolithography, SLA) | невозможно                                  | невозможна     | Ультрафиолетовый лазер засвечивает жидкий фотополимер (через фотошаблон, или постепенно, пиксель за пикселем) |
| Фотополимеризация                             | SLA-DLP | невозможно                                  | невозможна     | Ультрафиолетовый DLP засвечивает фотополимер |
| Фотополимеризация                             | SLA-LCD | невозможно                                  | невозможна     | Светодиодная ультрафиолетовая матрица засвечивает фотополимер через маску ЖК-экрана (LCD) |
| Формирование слоя на выровненном слое порошка | 3D Printing, 3DP | невозможно                                  | возможна       | склеивание порошка путём нанесения жидкого клея с помощью струйной печати |
| Формирование слоя на выровненном слое порошка | Электронно-лучевая плавка (electron-beam melting, EBM) | невозможно                                  | невозможна     | плавление металлического порошка электронным лучом в вакууме |
| Формирование слоя на выровненном слое порошка | Селективное лазерное спекание (selective laser sintering, SLS) | невозможно                                  | невозможна     | плавление порошка под действием лазерного излучения |
| Формирование слоя на выровненном слое порошка | Прямое лазерное спекание металла (direct metal laser sintering, DMLS | невозможно                                  | невозможна     | плавление металлического порошка под действием лазерного излучения |
| Формирование слоя на выровненном слое порошка | Выборочное тепловое спекание (selective heat sintering, SHS) | невозможно                                  | невозможна     | плавление порошка нагревательной головкой |
| Подача проволочного материала                 | Электронно-лучевое производство изделий свободной формы (electron beam freeform fabrication, EBF), электронно-лучевое аддитивное производство (Electron-beam additive manufacturing, EBAM) | возможно                                    | возможна       | плавление подаваемого проволочного материала под действием электронного излучения |
| Ламинирование                                 | Изготовление объектов с использованием ламинирования (laminated object manufacturing, LOM)                                                                                                 | возможно                                    | возможна       | деталь создаётся из большого количества слоёв рабочего материала, которые постепенно накладываются друг на друга и склеиваются, при этом лазер (или режущий инструмент) вырезает в каждом контуре сечения будущей детали      |
| Точечная подача порошка                       | Прямая лазерная наплавка, прямая электронная наплавка (Directed Energy Deposition) | возможно                                    | возможна       | подаваемый порошок плавится под действием лазерного или электронного луча |
| Струйная печать                               | Метод многоструйного моделирования (Multi Jet modeling, MJM) | возможно                                    | возможна       | рабочий материал наносится с помощью струйной печати |

Замечания:
1. Густые керамические смеси тоже применяются в качестве самоотверждаемого материала для 3D-печати крупных архитектурных моделей[5].
2. Биопринтеры — экспериментальные установки, в которых печать 3D-структуры будущего объекта (органа для пересадки) производится каплями, содержащими живые клетки[6]. Далее деление, рост и модификации клеток обеспечивает окончательное формирование объекта. В 2013 году китайские учёные начали печатать уши, печень и почки — из живой ткани. Исследователи Ханчжоу Dianzi университета разработали 3D-биопринтер, названный «Regenovo». Сюй Минген, разработчик Regenovo, прогнозировал тогда, что полностью функциональные печатные органы, вероятно, будут созданы в течение ближайших десяти-двадцати лет[7][8]. В том же году исследователи из университета Хассельт в Бельгии успешно напечатал новую челюсть для 83-летней бельгийки[9]. В начале 2016 года вице-президент центра «Сколково» Кирилл Каем сообщил: «щитовидная железа, напечатанная на российском 3D-принтере…, имплантирована и успешно функционирует в организме лабораторной мыши… Они собираются печатать и другие органы, идет речь про почку, про печень. Пока все это лабораторный уровень, но это позволит и саму машину развивать»[10].

Также применяются различные технологии позиционирования печатающей головки:
- Декартова, когда в конструкции используются три взаимно-перпендикулярные направляющие, вдоль каждой из которых двигается либо печатающая головка, либо основание модели.
- При помощи трёх параллелограммов, когда три радиально-симметрично расположенных двигателя согласованно смещают основания трёх параллелограммов, прикреплённых к печатающей головке (см. статью Дельта-робот).
- Автономная, когда печатающая головка размещена на собственном шасси, и эта конструкция передвигается целиком за счёт какого-либо движителя, приводящего шасси в движение[11].
- 3D-принтер с вращающимся столиком — использование на одной (или нескольких) осях вращения вместо линейного передвижения.
- Ручная, когда печатающая головка выполнена в виде ручки/карандаша, и пользователь сам подносит её в то место пространства, куда считает нужным добавить выделяемый из наконечника быстро затвердевающий материал. Назван такой прибор «3D-ручка», и к 3D-принтерам может быть отнесён с известной натяжкой. Существуют варианты с использованием термополимера, застывающего при охлаждении, и с использованием фотополимера, отверждаемого ультрафиолетом[12].

## Применение

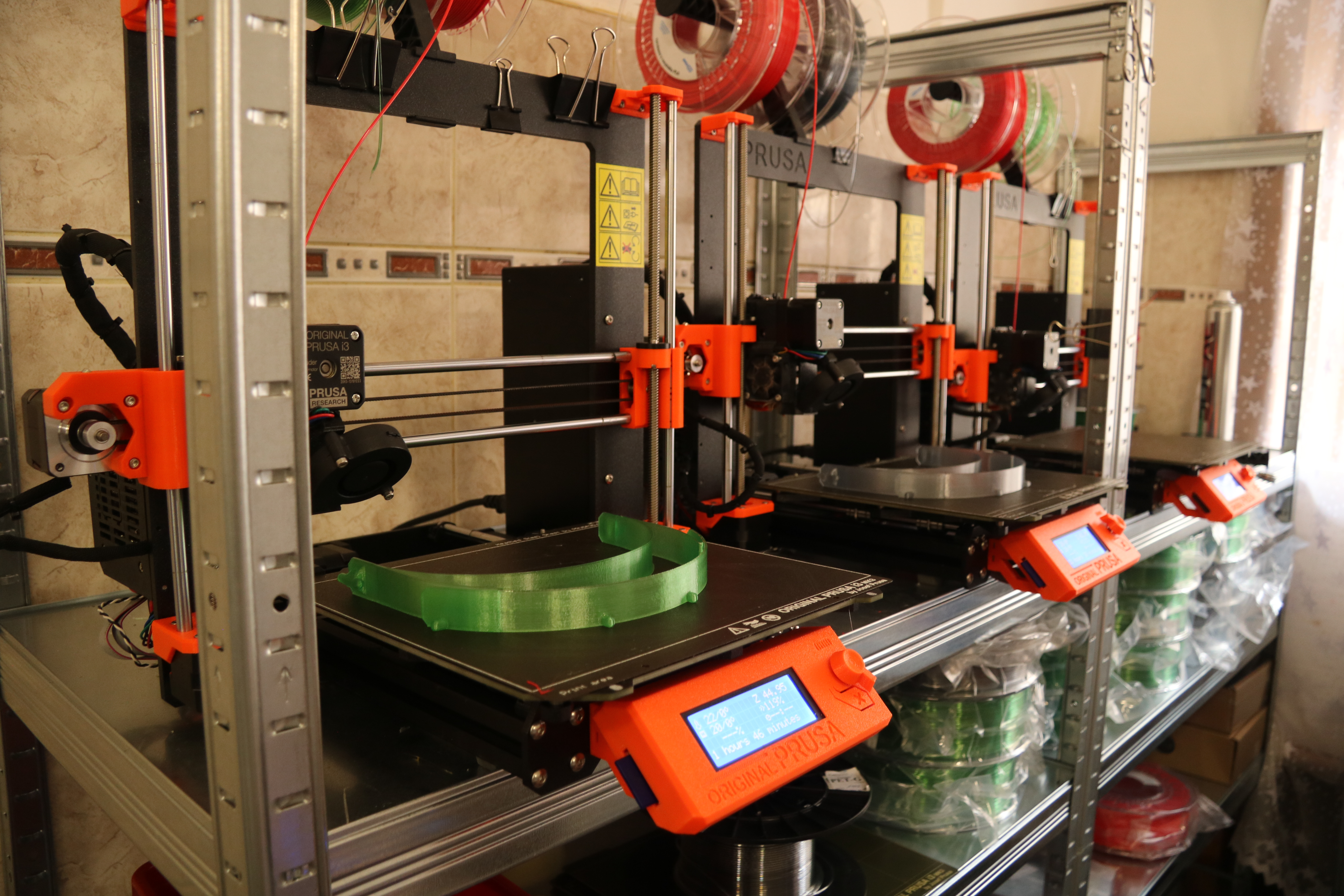
3D-печать защиты для лица

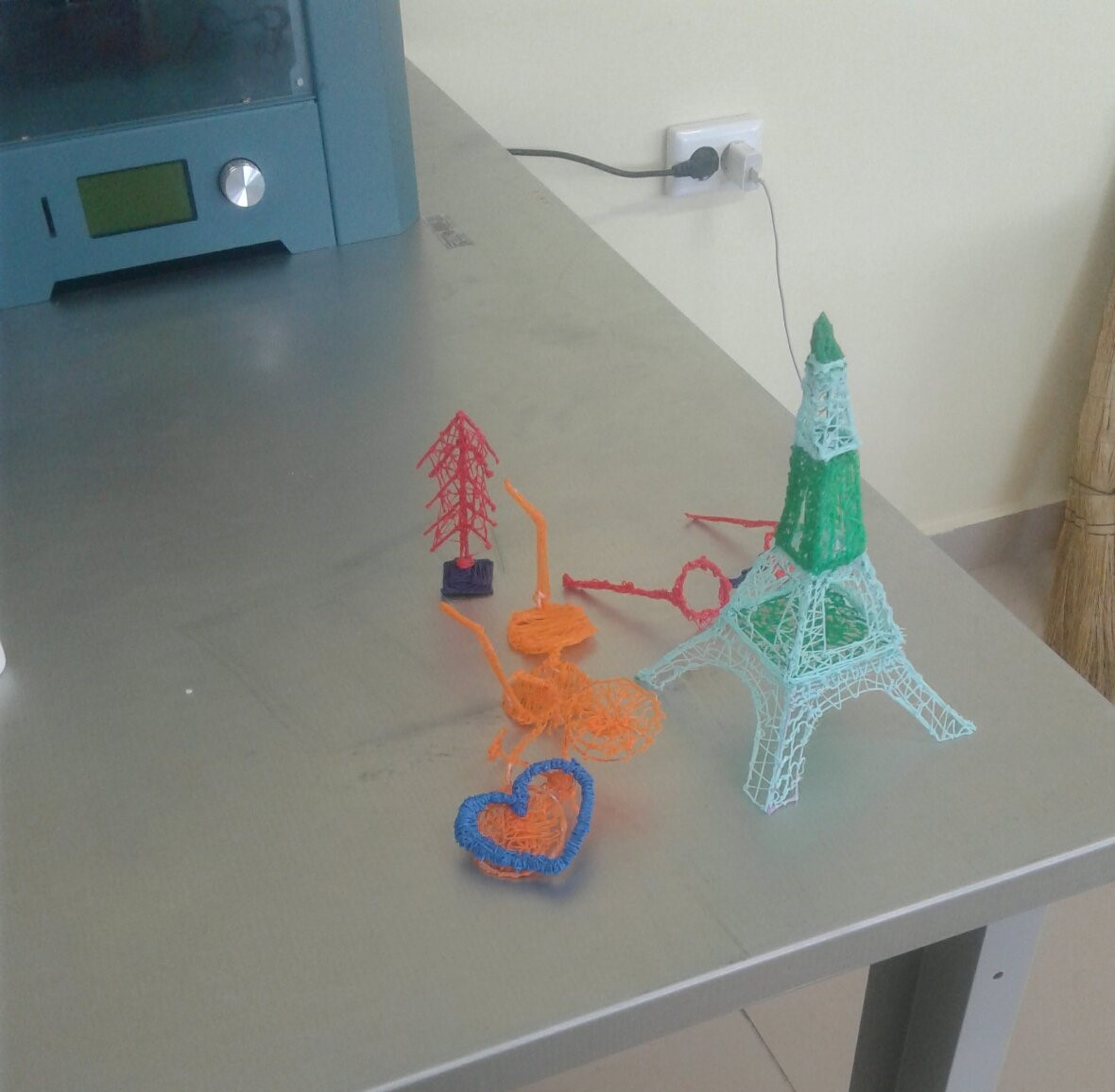
Модели сделаны при использовании 3D-ручки

- Для быстрого прототипирования, то есть быстрого изготовления прототипов моделей и объектов для дальнейшей доводки. Уже на этапе проектирования можно кардинальным образом изменить конструкцию узла или объекта в целом. В инженерии такой подход способен существенно снизить затраты в производстве и освоении новой продукции.
- Для быстрого производства — изготовление готовых деталей из материалов, поддерживаемых 3D-принтерами. Это отличное решение для мелкосерийного производства.
- Изготовление моделей и форм для литейного производства.
- Конструкция из прозрачного материала позволяет увидеть работу механизма «изнутри», что в частности было использовано инженерами Porsche при изучении тока масла в трансмиссии автомобиля ещё при разработке.
- Производство различных мелочей в домашних условиях.
- Производство сложных, массивных, прочных и недорогих систем. Например, беспилотный самолёт Polecat[англ.] компании Lockheed, большая часть деталей которого была изготовлена методом скоростной трёхмерной печати.
- Изготовление лекарств, протезов и органов.
- Для строительства зданий и сооружений[13][14].
- Для создания компонентов оружия (Defense Distributed). Существуют эксперименты по печати оружия целиком[15].
- Производства корпусов экспериментальной техники (автомобили[16], телефоны, радиоэлектронное оборудование)
- Пищевое производство[17].

### 3D-печать оружия
В 2012 году сетевая организация Defense Distributed анонсировала планы «разработать работающий пластмассовый пистолет, который любой человек сможет скачать и напечатать на 3D-принтере».
В мае 2013 года они закончили разработку, продемонстрировав свой первый стреляющий образец — пистолет Liberator, разработанный Коди Уилсоном, однако вскоре после этого Государственный департамент США потребовал удалить инструкции с веб-сайта. После долгих судебных разбирательств Defence Distibuted смогла отстоять своё право и достигла соглашения с властями США, позволявшего им распространять свои 3D-модели оружия.
21 ноября 2013 года в Филадельфии (США) был принят закон, запрещающий изготовление огнестрельного оружия с помощью 3D-принтеров.
В Великобритании нелегальны производство, продажа, приобретение и владение оружием, напечатанным на 3D-принтере.

### Строительство зданий
В 2014 году начался прорыв в области строительства зданий с использованием 3D-печати бетоном.
В течение 2014 года шанхайская компания WinSun анонсировала сначала строительство десяти 3D-печатных домов, возведённых за 24 часа, а после напечатала пятиэтажный дом и особняк.
В Университете Южной Калифорнии прошли первые испытания гигантского 3D-принтера, который способен напечатать дом с общей площадью 250 м² за сутки.
В октябре 2015 года в рамках выставки «Станкостроение» (Крокус-Экспо) были представлены российские разработки и промышленные образцы строительных 3D-принтеров.
В мае 2016 года состоялось открытие первого в мире здания, напечатанного на 3D-принтере — офиса Dubai Future Foundation.
В феврале 2017 года первый дом, полностью напечатанный на 3D-принтере, создали в России, в подмосковном Ступине. Он был целиком напечатан на стройплощадке, а не собран из деталей, созданных в заводских условиях.
Американская компания Apis Cor сумела построить дом с помощью 3D-принтера. Площадь — 38 м² и построен дом всего за сутки. По словам компании, материал, использованный при строительстве, сможет простоять минимум 175 лет. Дом оснащён всеми коммуникациями, в нём есть коридор, гостиная, ванная комната и компактная кухня. Цена такого дома составила 10 134 доллара США. Этот принтер способен построить здание любого размера и формы. Единственным ограничением являются законы физики, сообщают представители компании.
В швейцарской коммуне Риом-Парсонц установлена инсталляция из 9 индивидуально спроектированных бетонных колонн высотой 2,7 м каждая, распечатанных на строительном фаббере (изготовлены без опалубки в полную высоту за 2,5 часа на основе 3D-печати).
Автоматизация в строительстве приносит огромную экономию средств. Компания,которая строит экологически чистые высококачественные дома с помощью 3D-печати и автоматизации, Mighty Buildings, заявляет, что компьютеризация 80% процесса печати означает, что фирме требуется только 5% от той рабочей силы, которая была бы задействована ранее. Это также удваивает темпы производства.
В селе Айша Зеленодольского района Татарстана впервые в России началось строительство комплекса жилых домов при помощи 3D-печати.

### 3D-печать в медицине
Медикаменты
Американское управление по санитарному надзору за качеством пищевых продуктов и медикаментов (Food and Drug Administration — FDA) в 2015 году впервые в мире одобрило производство таблетки с помощью 3D-печати. Лекарство Spritam разработано компаний Aprecia Pharmaceuticals и предназначено для контроля судорожных приступов при эпилепсии.
Протезирование
Методом 3D-печати изготавливаются протезы и имплантаты.
Органы для пересадки
В 2018 году на 3D-принтере напечатали уменьшенные сердца из человеческих клеток с целью проверить метод, пересадив такие сердца животным на животных.

В 2019 году опубликован отчёт об успешном изготовлении роговицы глаза
Успешно прошли трансплантации людям напечатанных на 3D-принтере ушных раковин и мочевого пузыря.

## Приложения
После создания 3D-модели используются САПР-системы, поддерживающие управление 3D-печатью. В большинстве случаев для печати используют формат файла STL, а также в некоторых случаях XYZ. Практически все принтеры имеют свое собственное ПО для управления печатью, причём часть — коммерческие, часть с открытым исходным кодом. Например, 3D-принтеры PICASO 3D — программа Polygon, 3DTouch — Axon 2, MakerBot — MakerWare, Ultimaker — Cura. Prusa — Prusa Slicer. Однако вышеупомянутые Cura и Prusa Slicer, а так же Slic3r способны работать с различными принтерами других компаний/собранными самостоятельно.

## Форматы файлов
Наиболее распространённые расширения файлов, применяемых в 3D-печати:
- OBJ — открытый формат файла, поддерживаемый большинством программ 3D-моделирования и принтеров для 3D-печати;
- STL — используется для бесцветной и одноцветной печати[3];
- VRML (или WRL) — применяется для цветной 3D-печати, поддерживает использование текстур, совместим с программами 3D Builder и Print 3D, входящими в штатный набор программ Windows 10;
- X3G — тип файла для 3D-принтеров MakerBot;
- PLY — формат файлов, используемых в 3D-сканировании;
- FBX — формат файлов, разработанный компанией Autodesk, применяется для обмена данными между программами 3ds Max, Autodesk Maya и другими программными продуктами данной компании;
- GCODE — формат файлов, используемый многими 3D-принтерами для управления процессом печати. Файлы GCODE могут быть открыты с помощью различных программ 3D-печати, например, Simplify3D, GCode Viewer, а также с помощью текстового редактора, поскольку их содержимое представляет собой обычный текст.

## Самовоспроизведение

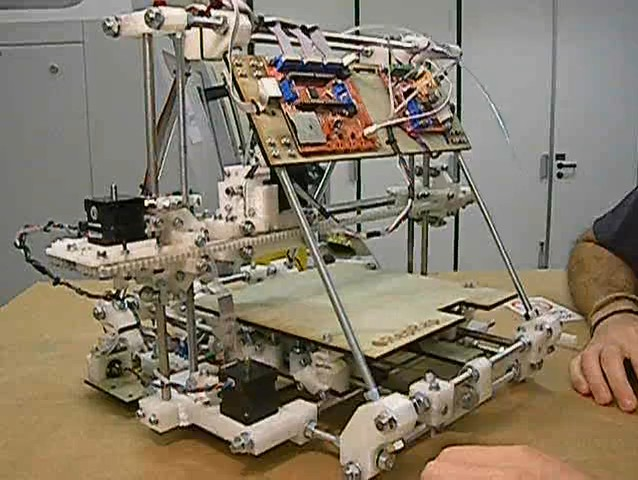
Частично реплицирующийся (способный воссоздать самого себя) трёхмерный принтер RepRap версия 2.0 (Мендель)

Некоторые недорогие 3D-принтеры могут распечатывать часть собственных деталей. Один из первых подобных проектов — RepRap (реализуется английскими конструкторами из университета Бата), который производит более половины собственных деталей. Проект представляет собой разработку с общедоступными наработками и вся информация о конструкции распространяется по условиям лицензии GNU General Public License. Ярким активистом движения 3D-печати и этого сообщества можно с полной уверенностью считать молодого изобретателя из Чехии Йосефа Пруши, в честь которого была даже названа одна из самых известных моделей трёхмерного принтера — «Mendel Prusa».

## Здоровье и безопасность
Выбросы и процессы углеродных наночастиц с использованием порошковых металлов являются высокогорючими и повышают риск взрыва пыли.
Был отмечен, по крайней мере, один случай серьёзной травмы из-за взрыва, связанного с металлическими порошками, используемыми для печати с плавленной нитью.
Другие общие проблемы охраны здоровья и безопасности включают горячую поверхность УФ-ламп и блоков печатающих головок, высокое напряжение, ультрафиолетовое излучение от УФ-ламп и возможность получения повреждений механическими движущимися частями.
Проблемы, отмеченные в отчёте NIOSH, были уменьшены за счёт использования покрытых изготовителем крышек и полных корпусов с использованием надлежащей вентиляции, удержания работников от принтера, использования респираторов, выключения принтера, если он застрял, и использования более дешёвых эмиссионных принтеров и нитей. Был отмечен минимум один случай тяжёлой травмы из-за взрыва, связанного с металлическими порошками, используемыми для расплавленной нити. Было установлено, что индивидуальное защитное оборудование является наименее желательным методом контроля с рекомендацией использовать его только для дополнительной защиты в сочетании с утверждённой защитой от выбросов.
Опасности для здоровья и безопасности также существуют в результате последующей обработки, выполняемой для отделки деталей после их печати. Эти операции после обработки могут включать химические ванны, шлифование, полировку или пар, позволяющие улучшить чистоту поверхности, а также общие методы вычитания, такие как сверление, фрезерование или поворот, чтобы изменить печатную геометрию. Любая техника, которая удаляет материал из печатной части, может создавать частицы, которые могут вдыхаться или вызывать повреждение глаз, если не используется надлежащее личное защитное оборудование, например респираторы или защитные очки. Каустические ванны часто используются для растворения материала носителя, используемого некоторыми 3D-принтерами, что позволяет им печатать более сложные формы. Эти ванны нуждаются в средствах индивидуальной защиты, чтобы предотвратить повреждение кожи.